# Гусли (сборник гимнов)

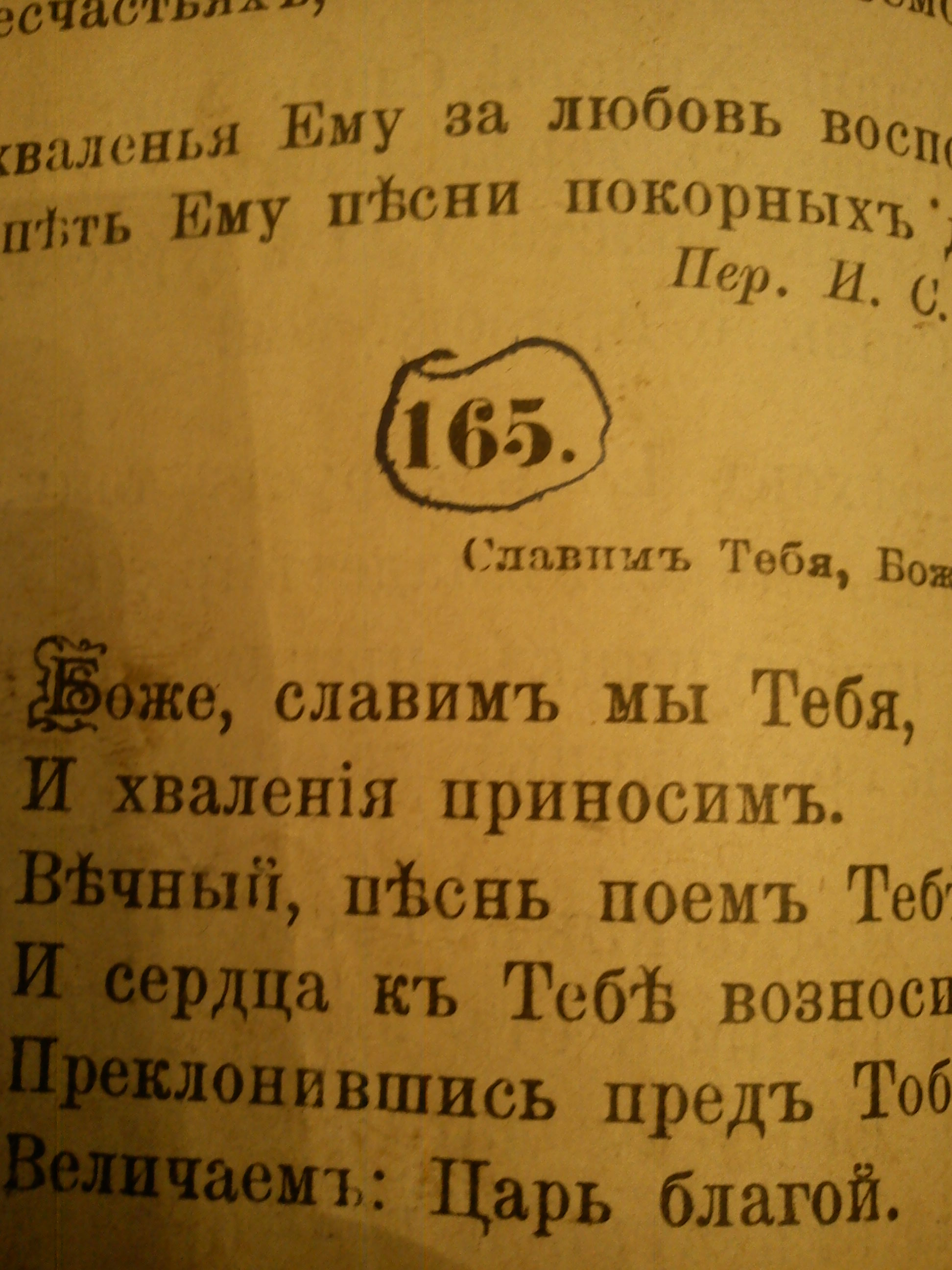
Страница из сборника духовных песен «Гусли». 165 гимн Боже, славим мы Тебя

Гусли — сборник духовных песен евангельских христиан, подготовленный и опубликованный И. С. Прохановым в 1902 году. Книга составлена из 506 песен. Тираж первого издания составил 20 тыс. Название взято по аналогии с книгой Библии Псалтырь. В дальнейшем сборник переиздавался в 1908 и 1911 году. «Гусли» включали материал из предыдущих песенников (250 из «Сборника духовных стихотворений» (ред. Аврахов 1882, 1893 гг.), 100 из сборников «Любимые стихи» и «Голос веры», 1882), и более 180 — новых, ранее не издававшихся.
Выход в свет первого издания «Гуслей» положил начало новому периоду в истории изданий духовных песнопений евангельского христианства. Этот год можно считать и новой точкой отсчёта в развитии российского протестантского гимнотворчества. Вместе с Библией «Гусли» стали настольной книгой многих семей евангельских верующих.

## Предыстория
Гусли не были первым сборником духовных песнопений, изданных на русском языке. Им предшествовали «Приношения православным христианам» (СПб, 1864, 2-е изд. 1867). Многие песни были переведены с немецкого и основывались на лютеранских хоралах. В 1870 году в Константинополе была отпечатана книга «Духовные песни» (сост. Флокен, 90 песен). В 1882 пашковцы в Санкт-Петербурге (типография В. С. Балашева) издают «Любимые песни» (36 песен) и «Радостные песни Сиона» (17 песен). В том же году штундисты издают сборник, озаглавленный «Гимны для христиан Евангелическо-лютеранского вероисповедания» (88 стр., 60 песен). В том же году издаётся сборник «Голос веры», который подытоживает три предшествующих сборника. В 1893 в Севастополе вышел «Сборник духовных стихотворений для христиан евангелическо-лютеранского вероисповедания» на 400 песен.

## Содержание
По воспоминаниям составителя сборника: 
Я собрал все известные мне гимны, которые исполнялись на тайных богослужениях, а также те, которые я сам написал или перевёл с других языков.И. С. Проханов. «В котле России» (перевод с английского)
Второе и последующие издания содержат такие разделы:
- I. Любовь Божия и Его величие.
- II. Призыв к вере и новой жизни.
- III. Моления и прошения.
- IV. Хвала и благодарения.
- V. Первые шаги веры.
- VI. Чувства веры.
- VII. Мир Божий и христианская радость.
- VIII. Путь веры.
- IX. Плоды и подвиги веры.
- X. Чаяния веры.
- XI. Песни на разные случаи христианской жизни.
- XII. Детские песни.
- XIII. Разные песнопения.

## Теология
Сборник упоминает «Тройцу предвечную» (140). Бог также именуется как Владыко, Властелин, Всевышний, Вседержитель, Господь, Друг (248), Избавитель, Искупитель, Исцелитель, Наставник, Пастырь, Покровитель, Создатель, Спаситель, Творец, Ходатай, Царь. Мир Бога описан как «надзвёздная обитель», где «ангелы поют» (91). Также присутствует противопоставление Сион как место Бога — Вавилон как здешний мир (289). Упоминается о спасении через «Голгофский крест» посредством пролития «святой крови» Христа-Агнца. Иногда ведётся завуалированная полемика с православием, в том числе во включённых в сборник произведениях православных авторов, в частности, «Земля трепещет» — незначительно изменённое стихотворение А. С. Хомякова «По прочтении псалма» (28) или переложение 25 псалма Н. М. Шатрова «Восстань, Отец, и будь судья!» (267).

## Цензура
С. П. Ливен вспоминала:

Печатание новых сборников гимнов долгое время не разрешалось, число же духовных песен всё увеличивалось; находились верные друзья, которые брались писать их от руки в большом количестве экземпляров; пишущих машин тогда ещё не было. В продолжение многих лет мы пользовались рукописными песенниками и вполне привыкли к такому примитивному изданию. Число гимнов росло с каждым днём, часть из них были переводами с других языков, часть писалась русскими верующими. Одним из них был мой брат; к его гимнам моя сестра написала соответствующую мелодию. Все они впоследствии попали в печатные сборники. Позднее Иван Степанович Проханов, много потрудившийся на ниве Божией переводами и своими собственными произведениями, увеличил число этих гимнов. Потом все эти гимны слились в один сборник под названием «Гусли», однако наряду с этим продолжали издаваться и другие сборники. Один из наиболее распространённых гимнов, особенно любимый Иваном Степановичем Прохановым, «Радость, радость непрестанно…» перевела с немецкого моя старшая сестра, будучи ещё подростком.— С. П. Ливен
Чтобы сборник не был запрещён государственной цензурой ещё до его издания, первое издание было напечатано издательским бюро Министерства внутренних дел Российской империи как частный заказ И. С. Проханова, по его договорённости с директором издательства, тиражом 20 000 экземпляров. Тиражирование проводилось спешно, чтобы успеть распространить сборник до того, как будут приняты меры по его изъятию, несмотря на то, что спешка вела к увеличению числа опечаток. Так же И. С. Проханов торопился распространить сборник «по всем церквям и группам». Такие меры оказались не напрасными: полиция, обнаружив очередное издание протестантских гимнов, приходила в замешательство, видя, что издание «Напечатано издательством Министерства Внутренних дел, С.-Петербург, Фонтанка». Вскоре Министерство внутренних дел издало приказ об изъятии всего тиража, но к тому времени тираж сборника уже разошёлся по общинам евангельских христиан.
Последующие издания были напечатаны уже после вступления в силу императорского указа «Об укреплении начал веротерпимости» (1905 год), которым была введена свобода вероисповедания в России.

## Издания
К 1914 году сборник выдержал 5 изданий без нот (1-е в 1902, 2-е в 1908, 3-е в 1911, 4-е в 1912 г., 5-е в 1914) и ещё несколько изданий с нотами, в том числе в 1909 году и с «цифирными» (цифровыми) нотами в 1911 году.
В 1907 году. в издательстве «Радуга» (Гальбштадт) вышел сборник «Духовные песни, состоящие из сборников: „Гусли“, „Песни христианина“, „Тимпаны“, „Кимвалы“ и „Заря жизни“», который получил краткое неофициальное название «Пятисборник». «Пятисборник» неоднократно переиздавался до 1922 года (издание 1922 вышло в г. Кассель, Германия).
В 1924 году в г. Лодзь (Польша) вышел подготовленный И. С. Прохановым сборник «Духовные песни», в который вошли ещё пять сборников И. С. Проханова — потому он получил неофициальное название «Десятисборник». Это издание имело дореформенную орфографию (с ъ, ѳ, і…). В 1927 год сборник «Духовные песни» был переиздан в Ленинграде без нот, а в 1928 — там же издан с нотами в трёх томах. Сборник содержал 1237 гимнов. В него вошли:
- «Гусли» — 507 гимнов (в сравнении с дореволюционными «Гуслями» дополнено, гимны о царе и России (№ 479, 485 и 486) заменены другими во всех изданиях сборника «Духовные песни», причём замены в издании 1924 года не совпадают с заменами в изданиях 1927 и 1928 годов);
- «Песни христианина» — 101 гимн;
- «Тимпаны» — 100 гимнов, написанных Прохановым в «различные моменты духовного переживания»;
- «Кимвалы» — 100 гимнов, переведённых Прохановым с английского;
- «Заря жизни» — 100 детских гимнов;
- «Песни первых христиан» — 104 гимна, написанных Прохановым «с точки зрения первого христианства»;
- «Свирель Давида» — 100 молодёжных гимнов, написанных Прохановым в тюрьме, где он находился вместе с молодыми людьми, арестованными после национальной конференции в Твери;
- «Новые напевы» — 75 гимнов, в основном для хорового исполнения[10];
- «Песни Анны» — 30 гимнов предназначенных для женщин. Написаны в память жены Проханова, которая умерла в 1919 году.
- «Песни глубины» — 20 гимнов, «направленных к предметам христианской жизни и глубокому размышлению». Написаны во время второго ареста Проханова в Москве.[9][10]

Издания 1927 и особенно 1928 годов содержали ряд исправлений: слова ряда гимнов были изменены, в том числе для лучшего соответствия нотам, были исправлены неточности в эпиграфах (библейский текст и сноски), на некоторые гимны дано по две мелодии.